# Deezer D
Deezer D (Los Angeles, 10 maart 1965 – aldaar, 7 januari 2021), geboren als Dearon Thompson, was een Amerikaans acteur en rapper. Hij is het meest bekend geworden vanwege zijn rol als verpleger Malik McGrath in de televisieserie ER, waar hij in 190 afleveringen speelde (1994-2009).

## Biografie
Naast acteur was Deezer D ook actief als rapper in de christelijke en ondergrondse hiphop-gemeenschap. Hij heeft ook een aantal albums uitgebracht: Delayed, But Not Denied (2008), Unpredictable (2002) en Living in a Down World (1999). 
Hij overleed in januari 2021 op 55-jarige leeftijd aan de gevolgen van een fatale hartinfarct in zijn huis in Los Angeles.

## Filmografie

### Films
Uitgezonderd korte films.
- 2021 Courting Mom and Dad - als Jim Calloway
- 2017 Crowning Jules - als lommerd
- 2007 Lord Help Us – als Tai Williams
- 2006 The Way Back Home – als LV Perry
- 2005 In the Mix – als Jojo
- 2003 Bringing Down the House – als zware jongen
- 2001 Bones – als Stank
- 1997 Romy and Michele's High School Reunion – als service man
- 1996 The Great White Hype – als boezemvriend van Roper
- 1993 CB4 – als Otis
- 1993 Fear of a Black Hat – as Jam Boy
- 1993 Angel Street – als Malik
- 1991 Cool as Ice – als Jazz

### Televisieseries
Uitgezonderd eenmalige gastrollen.
- 1994-2009 ER – als verpleger Malik McGrath – 190 afl.

- Library of Congress Control Number: nr2004012031
- MusicBrainz: 773a6cc8-e6ae-4bf0-b859-af665ecbdfed
- Virtual International Authority File: 9794926